# Leptostachya
Leptostachya, maleni biljni rod iz porodice primogovki smješten u tribus Justicieae, dio potporodice Acanthoideae. Sastoji se od jedne ili dvije vrste iz Kine, Indokine, Indije i Šri Lanke. Kew vrstu Leptostachya zeylanica tretira kao sinonim za Justicia hookeriana . Opisan je u Plantae Asiaticae Rariores 3: 76, 105. 1832.

## Opis
Zeljaste trajnice s cistolicima. Listovi peteljkasti. Biljke narastu do visine od 30-100 cm. Stabljike su polegnute pri dnu, a zatim uzlazne. Cvatovi s 1-3 klasa, 4-12 cm. Čaška 2,5-3 mm. Vjenčić bijel, 5-8 mm, izvana dlakav. Prašnici umetnuti u grlo vjenčića; niti 1,5-4 mm, gole ili puberulentne; prašnička teka 1-1,5 mm. Ovarij goli ili na vrhu dlakav; stil goli ili dlakavi na bazalnom dijelu; stigma 2-rascjepljena. Kapsula 1-1,5 cm, fino dlakava. Sjeme ca. 2 × 2 mm, s koncentričnim grebenima kratkih linearnih bradavica. Cvate od lipnja do rujna. 

## Staništa
Vlažne šume; 900-1600 m. Guangdong, Guangxi, Hainan; Butan, Indija, Indonezija, Laos, Malezija, Mjanmar, Tajland, Vijetnam.

## Vrste
1. Leptostachya wallichii Nees
2. Leptostachya zeylanica Nees, Šri Lankaski endem